# Manó Mai
Dans le nom hongrois Mai Manó, le nom de famille précède le prénom, mais cet article utilise l’ordre habituel en français Manó Mai, où le prénom précède le nom.
Manó Mai (en hongrois [mɒ.i], né May Emánuel, Pest, 24 mai 1855 – Budapest, 24 juillet 1917) est un photographe hongrois qui obtient en 1885 le titre de « photographe de la cour impériale et royale ». Il est connu pour être  un des meilleurs spécialistes des portraits d'enfants de l'époque. Manó Mai est le fondateur et l'éditeur du périodique A Fény (La Lumière) lancé en 1906. 

## Biographie
Son père, le docteur Henrik Mai (1809-?), était professeur de philosophie dans l'enseignement secondaire à Buda et ouvrit plus tard son institution. Après sa retraite (1879), son autre fils, Ignác Mai, ouvrit une boutique de livres d'occasion. Tous deux créent Mai Henrik és Fiai Orvosi Könyvkiadó (« Éditions médicales Henrik Mai et fils »), qui publia la plupart des travaux des psychiatres hongrois des années 1920. Les revenus de son père étaient modestes et sa mère était décédée de sorte que Manó Mai n'alla pas à l'école secondaire. À 14 ans, il devint apprenti chez Péter Kalmár, un photographe exerçant dans l'avenue Andrássy. Plus tard, il étudia avec Borsos et Koller, puis travailla pendant deux ans dans le studio de Léopold Bude à Graz en Autriche. Il prit ensuite des cours privés et obtint le baccalauréat avant de travailler de nouveau aux studios Koller en qualité d'associé.

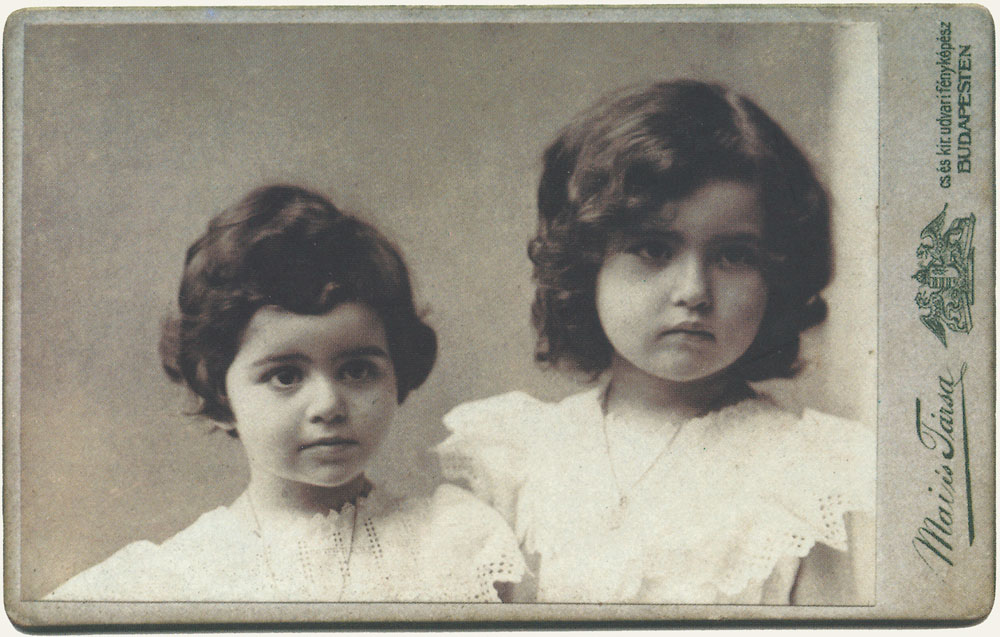
Deux enfants, c 1905

En 1878, Manó Mai s'installe en tant que photographe indépendant à Budapest où il s'associe avec la veuve du photographe Békei en créant le studio Mai és Társa (« Mai et associé »). Jusqu'en 1882, il occupe un espace situé à l'angle de la rue Vilmos császár (aujourd'hui avenue Bajcsy-Zsilinszky) et de l'avenue Andrássy. En 1885, il travaille avec trois à quatre assistants dont Gustav Kozmann qui deviendra également photographe de studio. Quelques-uns de ses quasi-instantanés datant de cette période ont survécu, comme celui représentant la manifestation contre la proposition de réforme de la Défense en 1889 (menant à la chute du gouvernement Kálmán Tisza), le cortège funèbre de Lajos Kossuth en 1894 et un portrait de Ferenc Kossuth (en) (1894). En 1903, il photographie le compositeur Béla Bartók. 
En 1885, il fait partie des fondateurs de l'Association pour le soutien et la formation des jeunes photographes (Fényképész Ifjak Önképző és Segély Egylete). Il est aussi l'un des membres fondateurs de l'Association des photographes hongrois (Magyar Fényképészek Országos Szövetsége) qui édite la revue A Fény (« La Lumière ») dont le siège se trouve aux studios Mai, 20 rue Nagymező. Pour un temps, il dirige également un autre studio photographique situé au 14 Váci körút, où il collabore avec Szigeti. 

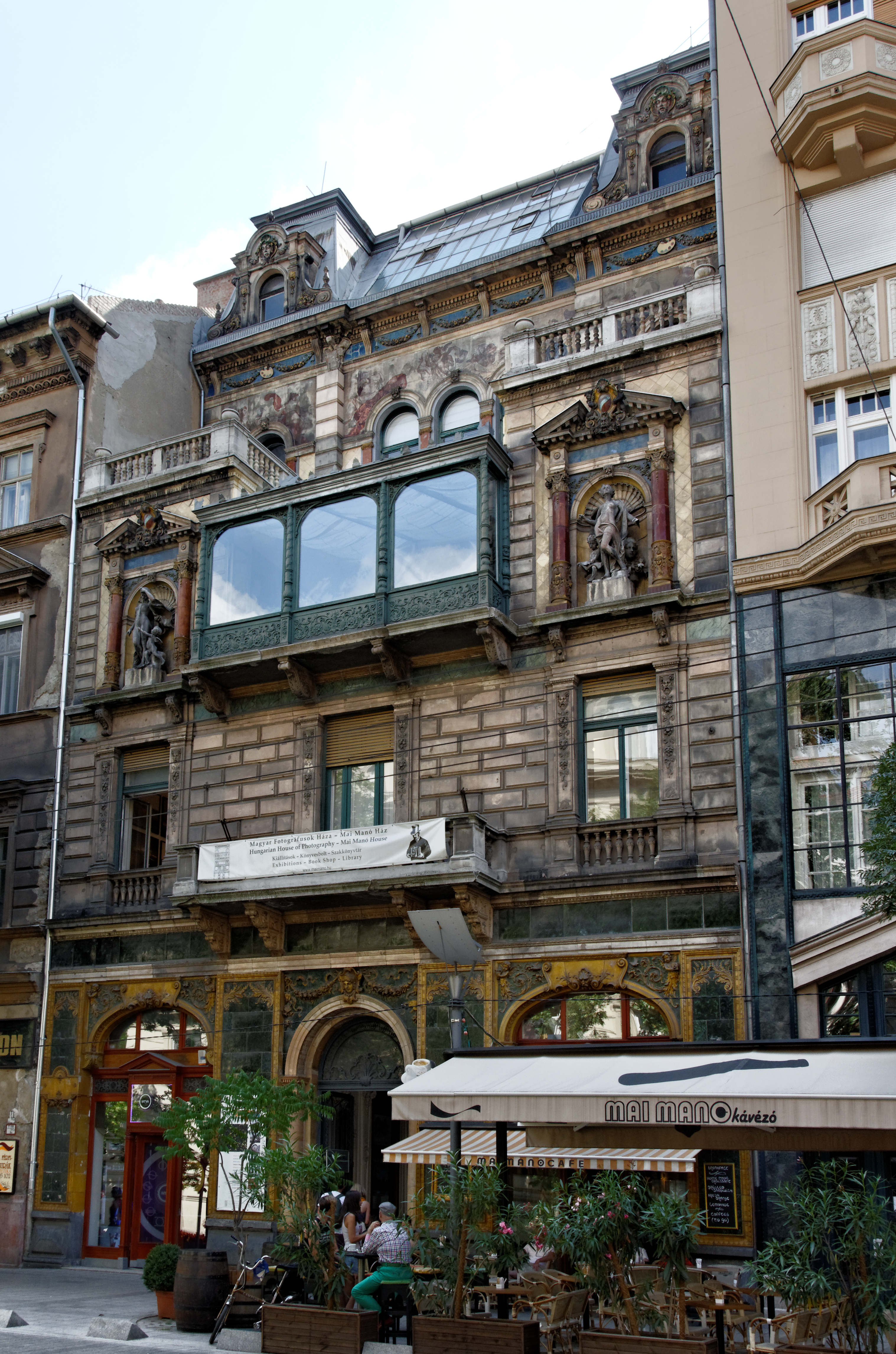
Maison et ancien studio de Manó Mai à Budapest, actuellement Maison hongroise de la photographie

Manó Mai est décoré par la Société photographique de Vienne pour son travail et participe à douze expositions. Il reçoit une médaille d'argent à Székesfehérvár (1879) et à Trieste (1882) ; à l'exposition nationale de Budapest en 1885, il fait sensation avec ses photos d'enfants. Il reçoit les félicitations royales et une récompense nationale pour l'exposition du Millénaire. À l'exposition de Paris en 1900, il reçoit une médaille d'or ; ses articles sont publiés dans le Magyar Fényképészek Lapja (« Journal des photographes hongrois ») et dans la revue A Fény (« La Lumière »). 
Comme la plupart des photographes de son époque, Manó Mai décorait le verso de ses images avec des lithographies publicitaires.
Son fils, Artúr Mai, devint un ingénieur reconnu. Ce dernier hérita de la maison rue Nagymező, le 12 avril 1918 pour la part de son père et le 21 juin 1927 pour celle de sa mère. La maison de Manó Mai, qui était également son studio, abrite aujourd'hui la Maison hongroise de la photographie, musée de la photographie où ont lieu régulièrement des expositions internationales.